# Diergaarde Blijdorp
Koordinaten: 51° 55′ 37″ N, 4° 27′ 12″ O
Der Diergaarde Blijdorp ist ein Zoo und Botanischer Garten in der niederländischen Stadt Rotterdam. Träger ist eine Stiftung, die Stichting Koninklijke Rotterdamse Diergaarde.

## Zoologische und botanische Anlagen
Der 25 Hektar große Park ist ein Geozoo, der in die sechs Themenbereiche Europa, Asien, Afrika, Nord- und Südamerika und Oceanium unterteilt ist. Er beherbergt ca. 5800 Tiere in 600 Arten. 

Bereiche im Geozoo
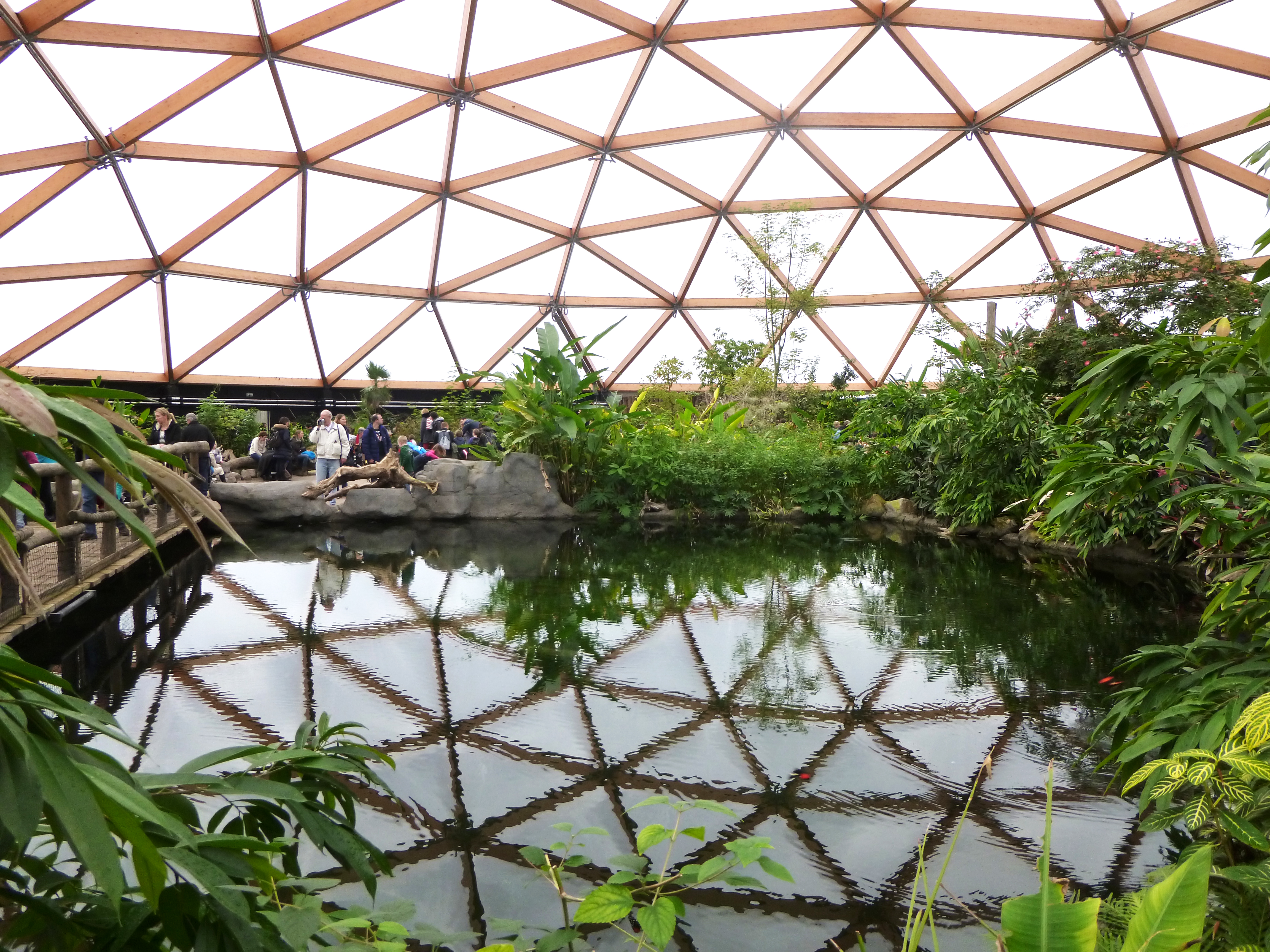
Tropischer Schmetterlingsgarten Amazonica
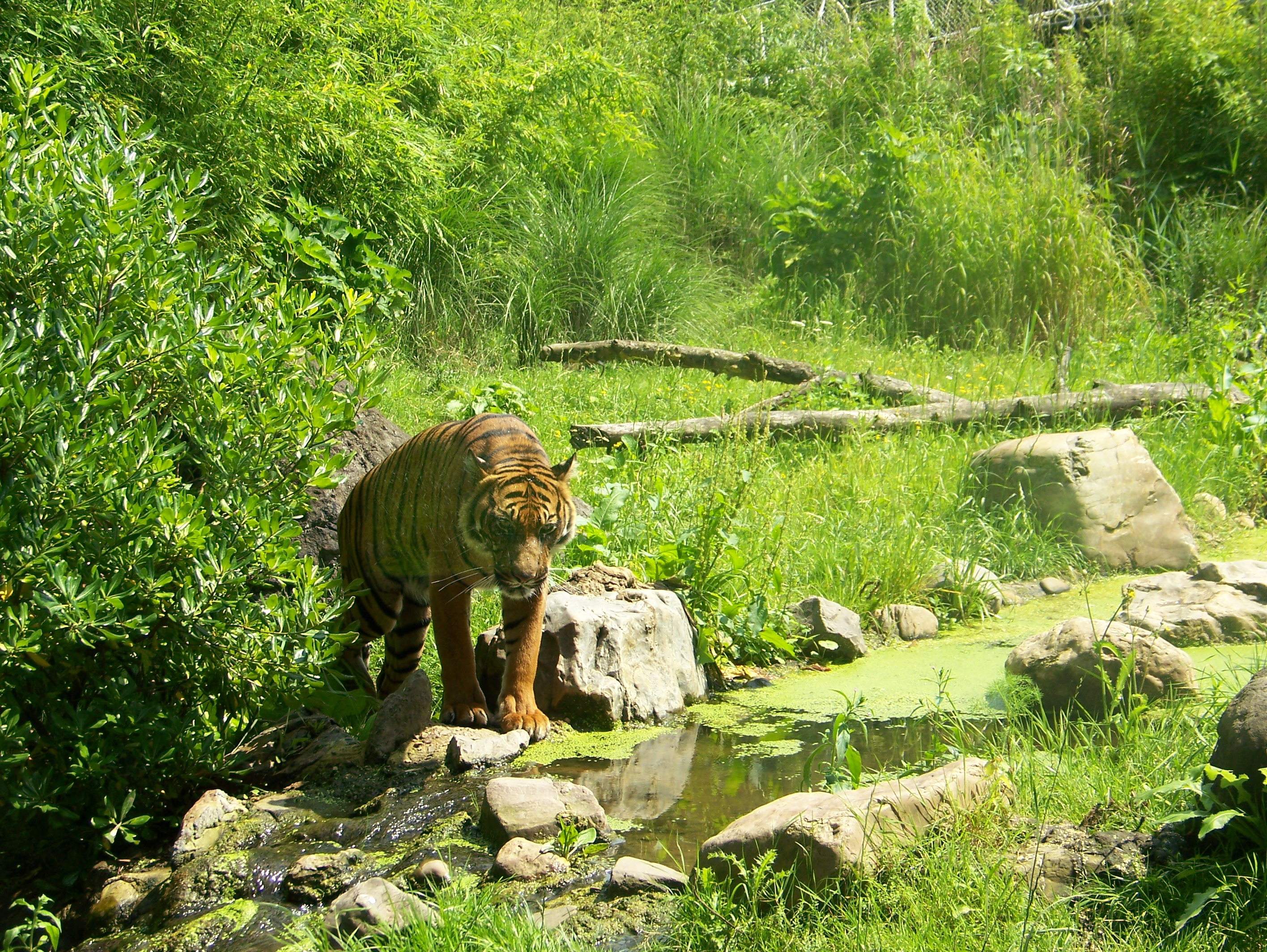
Anlage der Sumatra-Tiger
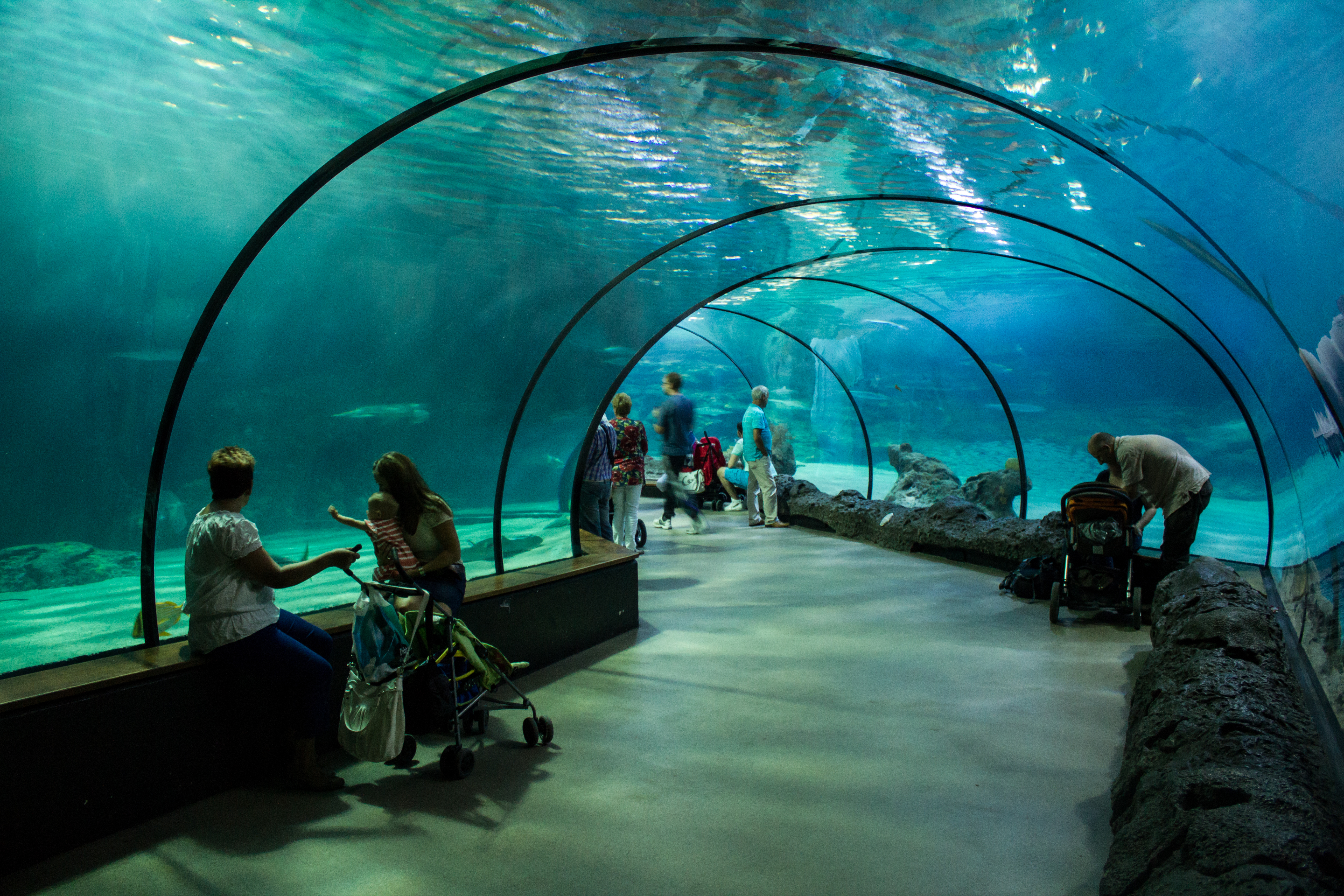
Das Oceanium

Seit April 2004 sind Gebäude und Anlagen des Zoos aus den Jahren 1939 bis 1941 als Rijksmonument eingetragen und denkmalgeschützt. Entworfen hat sie der niederländische Architekt Sybold van Ravesteyn im Stil des Funktionalismus, geschmückt mit neobarocken Elementen. Denkmalgeschützt sind u. a. der Eingangsbereich, die zentrale Rivierahalle mit Ausstellungsbereich, Pflanzenhaus, Gehegen und Gastronomie, das „Bärentheater“ mit antikisierendem Säulenhalbrund sowie das historische Giraffenhaus und das angrenzende Teehaus (siehe unten Geschichte).
2016 wurde der erste Teil des Projekts Oceanium 2.0 weitgehend abgeschlossen. Es handelt sich um eine Reihe von Aquarien, die wie das Great Barrier Reef gestaltet sind.

Denkmalgeschützte Bauwerke
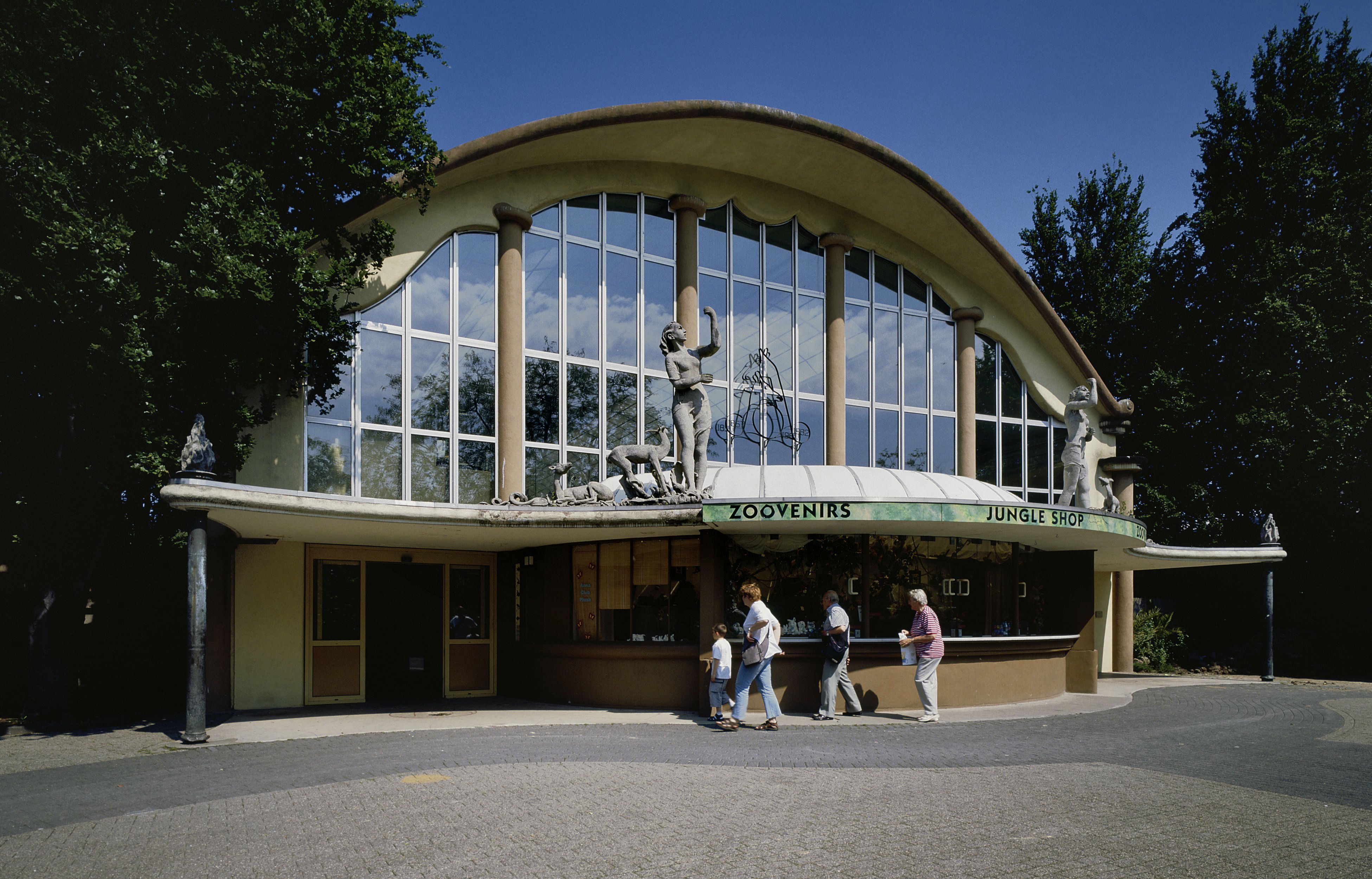
Eingangsbereich der Rivierahalle
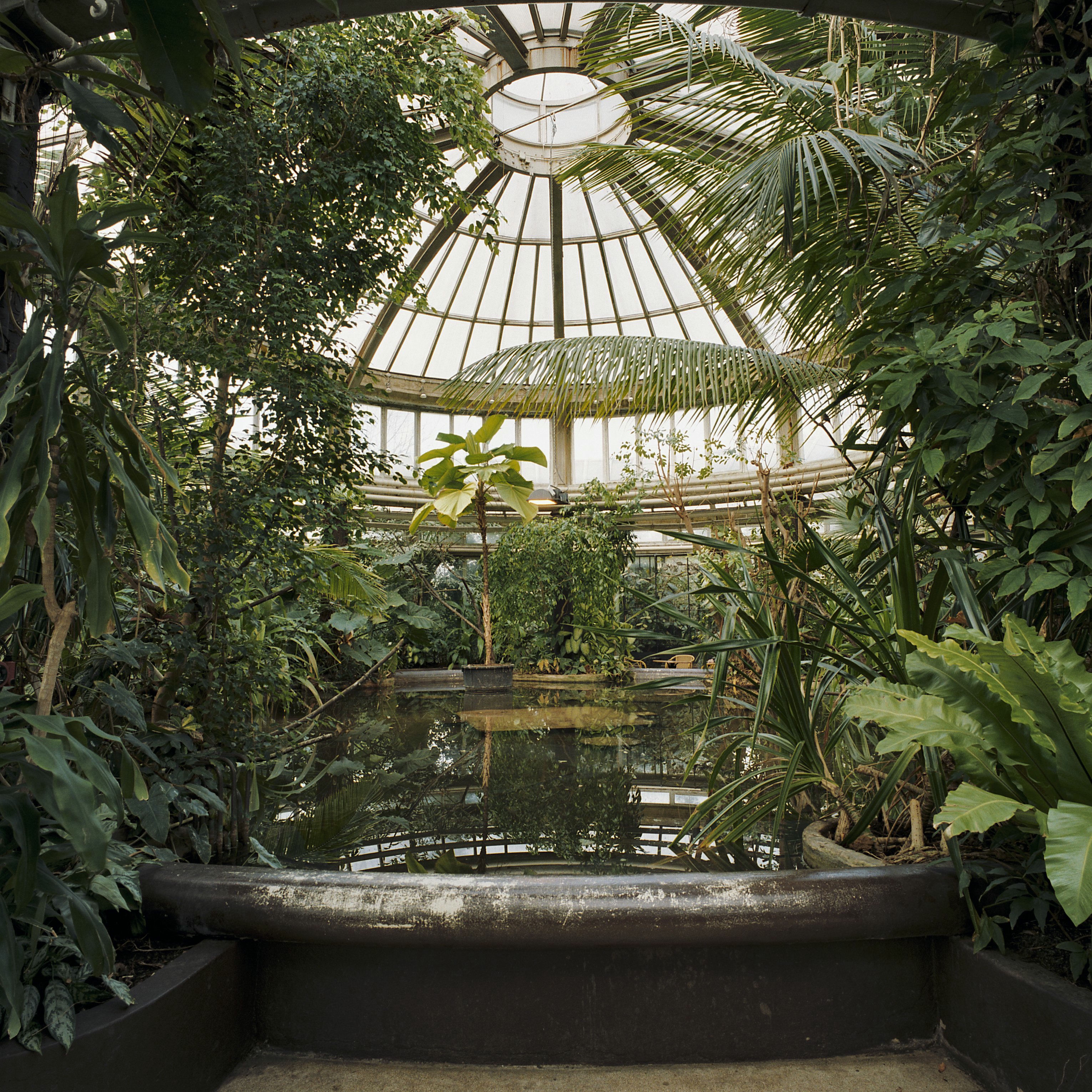
Pflanzenhaus der Rivierahalle
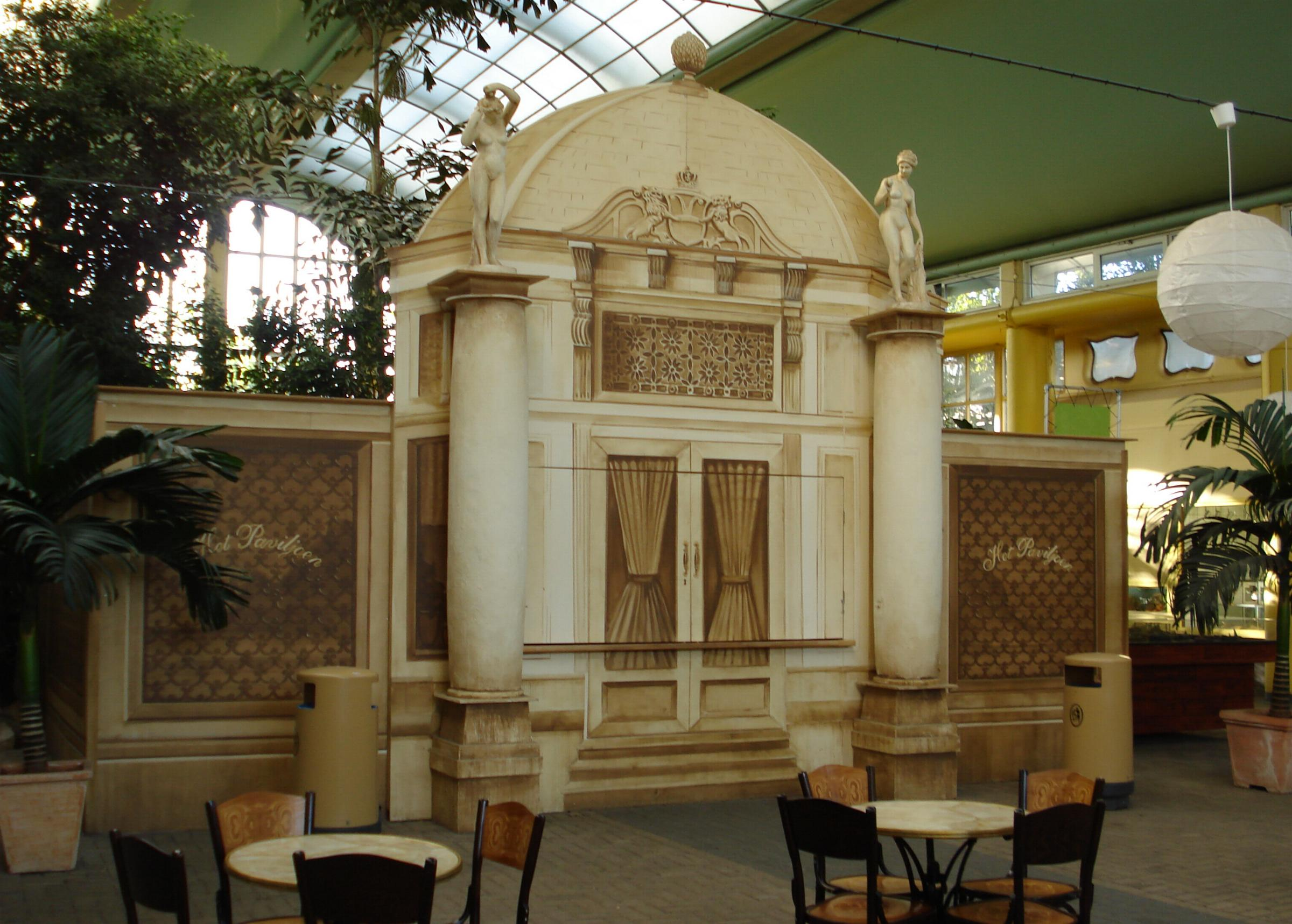
Gastronomiebereich in der Rivierahalle

## Zuchtbücher
Im Diergaarde Blijdorp wird die europäische und internationale Zucht des Kleinen Pandas (Ailurus fulgens) koordiniert.

## Ereignisse
Am ersten Maiwochenende 2007 war anlässlich des 150-jährigen Bestehens des Tiergartens ein Paar Menschen in einem Käfig neben dem Löwengehege zu sehen. Auf dem Informationsschild wurden zoogemäß die Art und das Verbreitungsgebiet beschrieben.
Der Ausbruch des Gorillas Bokito am 18. Mai 2007 erzeugte internationale Aufmerksamkeit, da das Tier eine Besucherin angriff und schwer verletzte. Weitere Menschen verletzten sich bei der panischen Flucht vor dem Gorilla. Zeitungsberichten zufolge hatte der im Zoologischen Garten Berlin per Hand aufgezogene Gorilla sein Revier verteidigen wollen, nachdem die Besucherin ihn über einen längeren Zeitraum fast täglich am Gehege angestarrt hatte.

## Geschichte

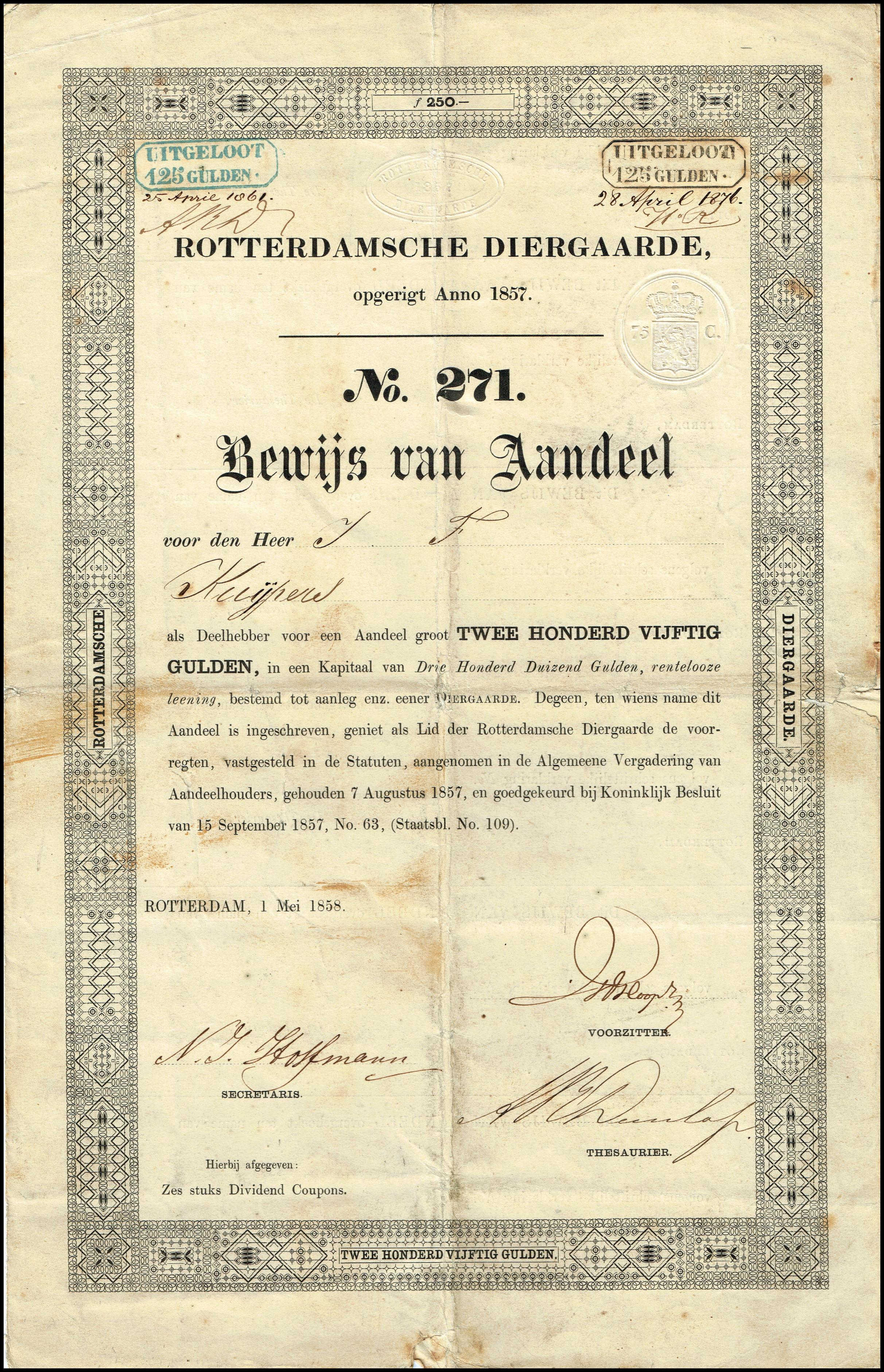
Anteilsschein an der Rotterdamsche Diergaarde vom 1. Mai 1858

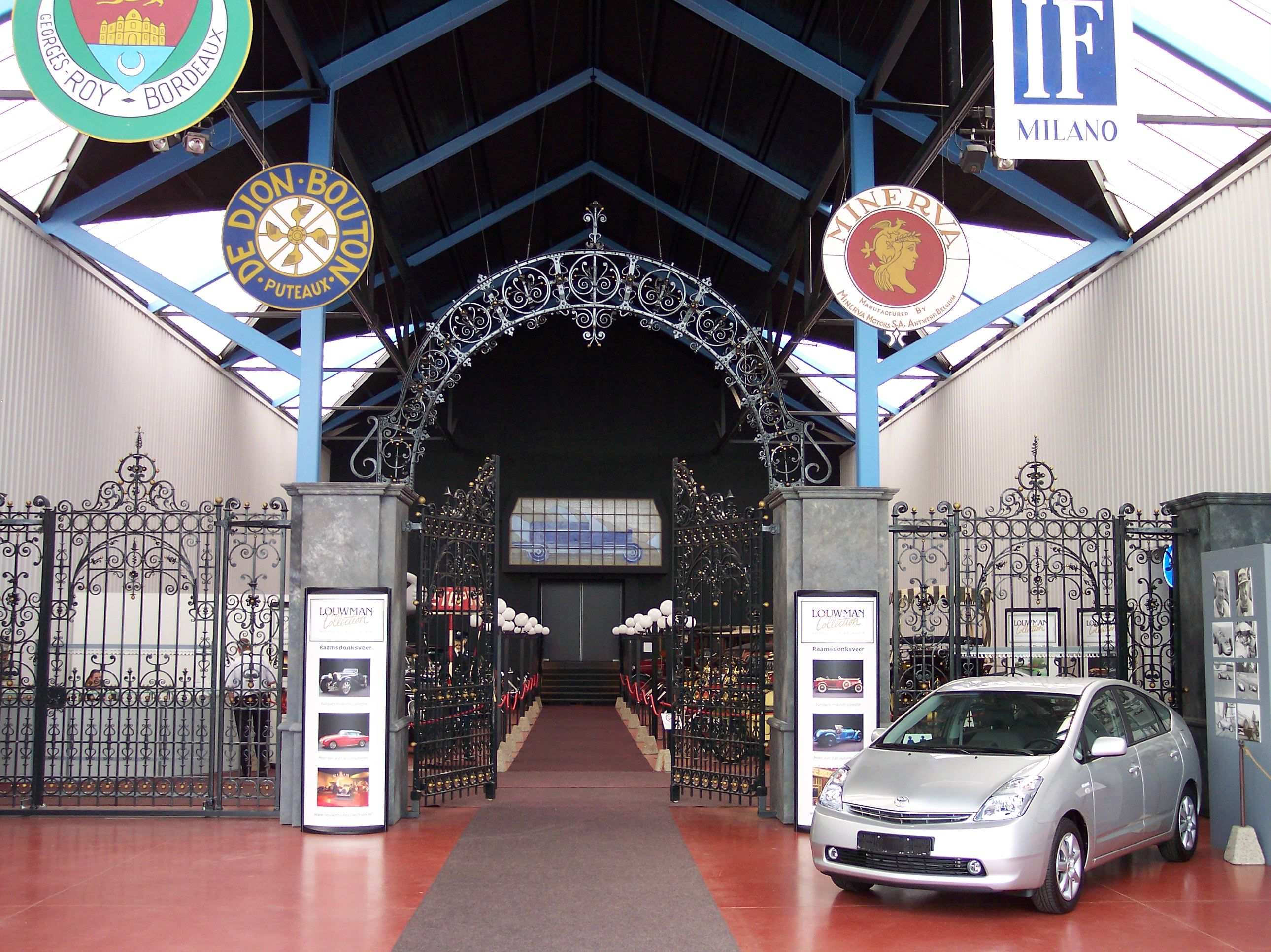
Das Eingangstor des ersten Rotterdamer Tierparks stand bis 2009 in der Halle des Louwman Museums in Raamsdonksveer

Gegründet wurde der Rotterdamer Zoo als private Anlage zur Haltung exotischer Vögel in der Mitte des 19. Jahrhunderts von zwei Angestellten der Niederländischen Eisenbahn. Ihnen schlossen sich bald weitere Bahnmitarbeiter an. Interessierte Rotterdamer konnten schließlich für 10 Gulden Mitglied des kleinen Tierparks werden. Bei der sich entwickelnden Zoogründung war der zu seiner Zeit sehr bekannte Dompteur und Menagerist Henri Martin beratend tätig. 1857 wurde Martin erster Direktor des Zoos. Die erste Zooanlage befand sich nahe dem Bahnhof Delftsche Poort beim heutigen Hauptbahnhof der Stadt. Der Straßenname Diergaardesingel erinnert dort noch an den ehemaligen Standort.
Der erste Park wurde von der Firma J.D. en L.P. Zocher des Garten- und Landschaftsarchitekten Jan David Zocher und seines Sohnes Louis P. entworfen. Eine Erweiterung der Anlage erfolgte 1876 nach Entwürfen von Dirk Wattez.
1938 erhielt Sybold van Ravesteyn den Auftrag für den Entwurf eines neuen Tierparks an einem neuen Standort in Blijdorp. Diese noch heute genutzten Anlagen wurde 1939 bis 1941 errichtet.
Während der Bombardierung von Rotterdam 1940 wurde der alte Zoo zerstört, noch bevor die neuen Anlagen bezogen waren. Im Dezember 1940 wurde der nördliche Teil des Parks in Blijdorp eröffnet, im April 1941 konnte die gesamte Anlage genutzt werden. Erstmals konnte jeder gegen Eintritt den Tierpark besuchen, der zuvor nur Mitgliedern offenstand. An der Ausgestaltung des Parks waren zahlreiche Künstler beteiligt, darunter Dick Elffers.
Die verbliebenen Anlagen des alten Zoos wurden abgetragen, um neuer Stadtplanung Raum zu geben. Einzig das schmiedeeiserne Eingangstor blieb erhalten. Es kam in den Besitz der Familie Louwman, die es in ihrem Tierpark Wassenaar nutzte. Nach dessen Schließung 1985 wurde das Tor, geschützt vor Witterung, in der Halle des Louwman Museums in Raamsdonksveer aufgestellt und war dort bis zur Verlegung des Museums 2009 zugänglich.
Von 1988 bis 2018 wurde der Zoo zum nach Erdteilen geordneten Geozoo umgebaut und dabei im Jahr 2000 erweitert.

## Lage
Der Zoo befindet sich im Stadtteil Rotterdam-Noord im Wijk Blijdorp auf einem fächerförmigen Gelände, nahe der Eisenbahnlinie Amsterdam–Rotterdam zwischen der Van Aerssenlaan und dem nördlich angrenzenden Vroesenpark. Durch eine Unterführung unter der Eisenbahnlinie ist der im Jahr 2000 eröffnete Teil des Zoos erreichbar.

## Bildergalerie

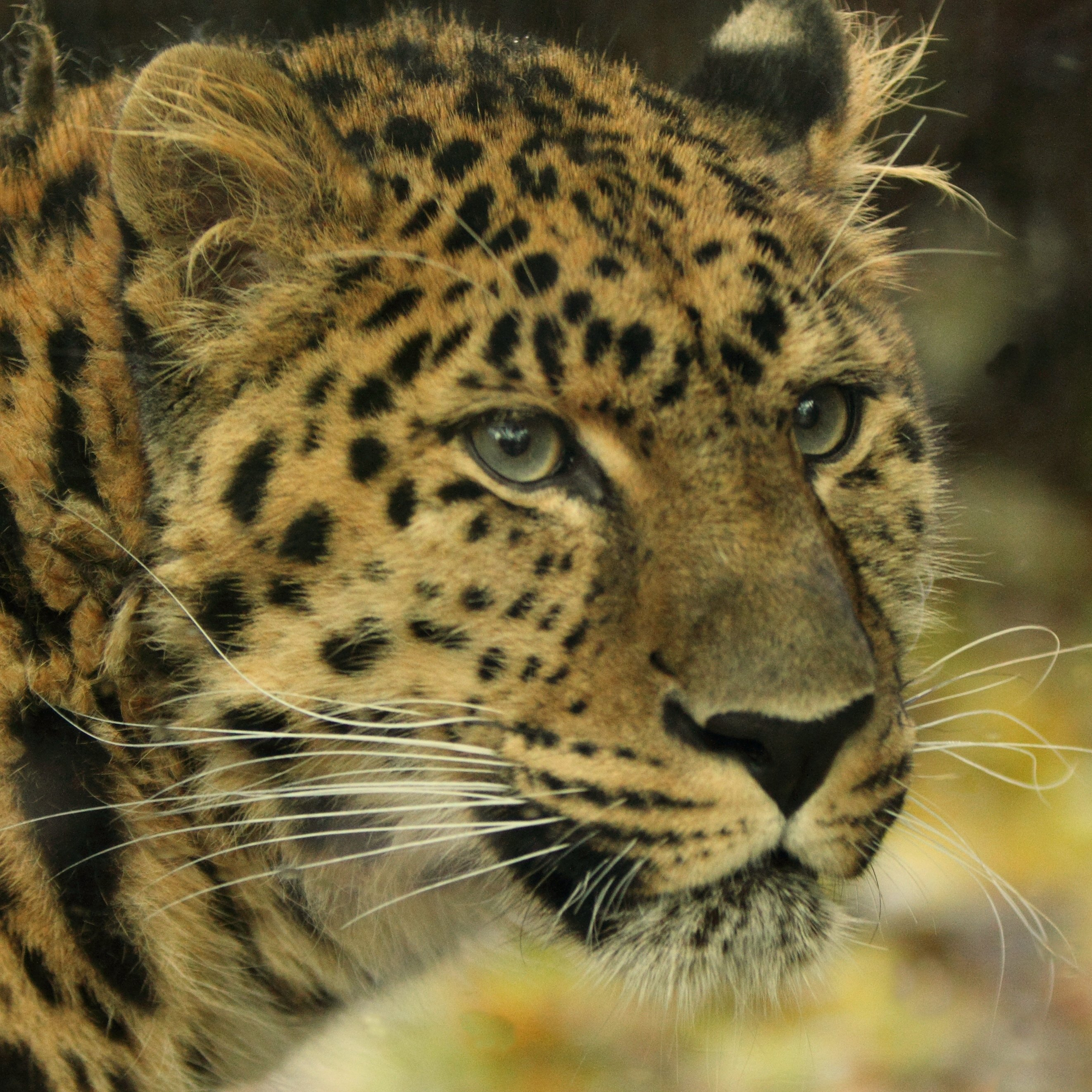
Amurleopard
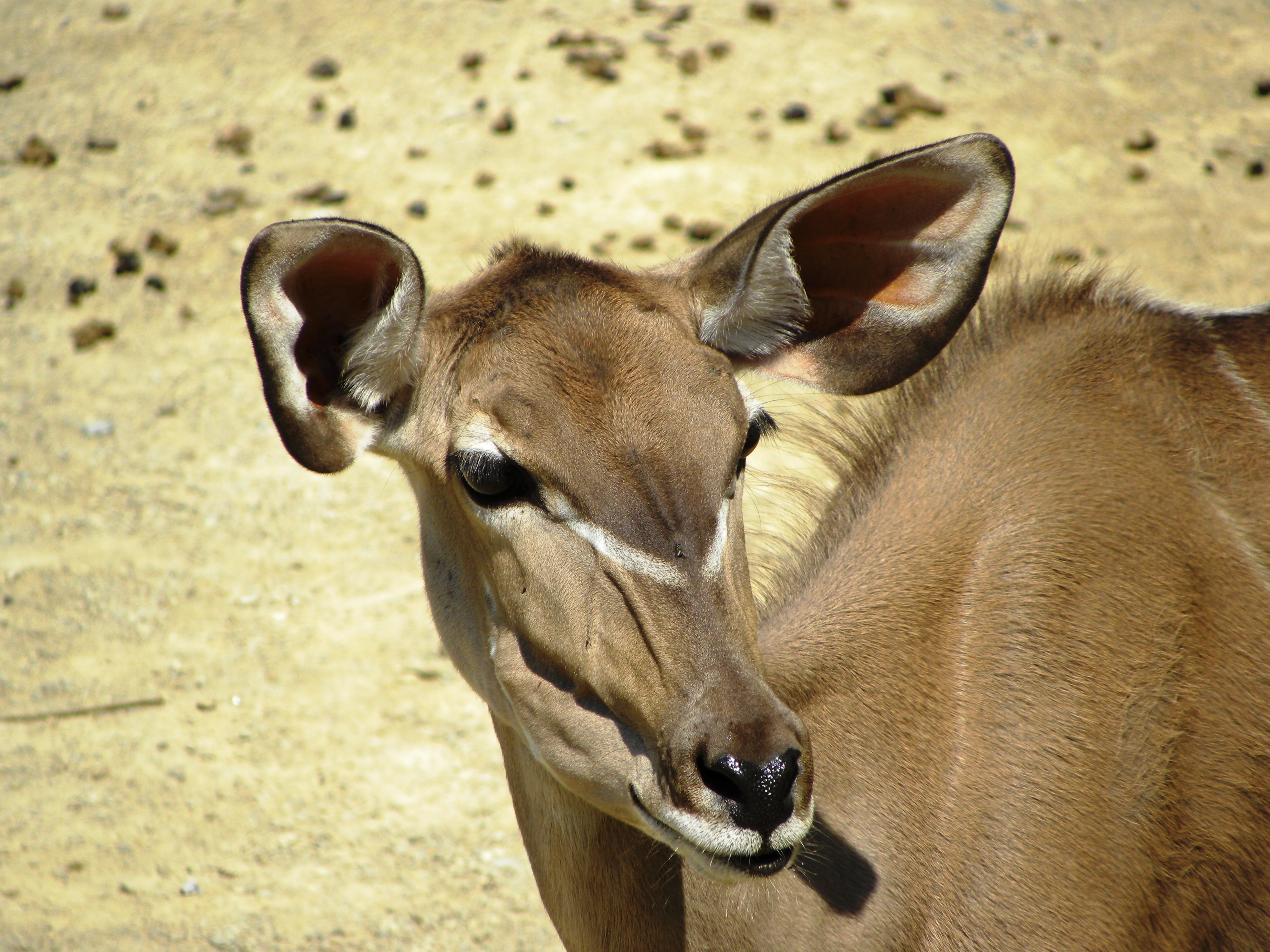
Großer Kudu
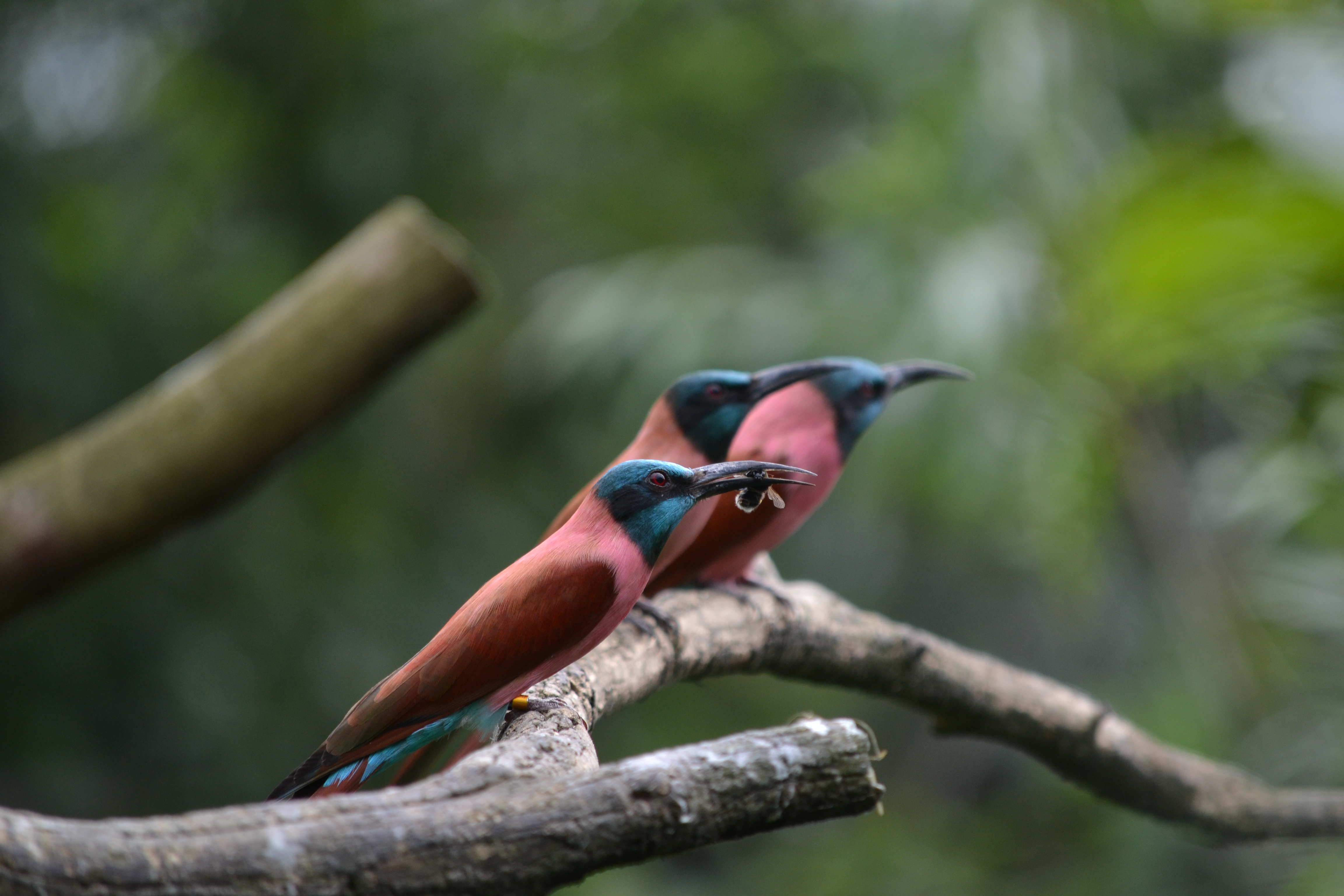
Karminspint
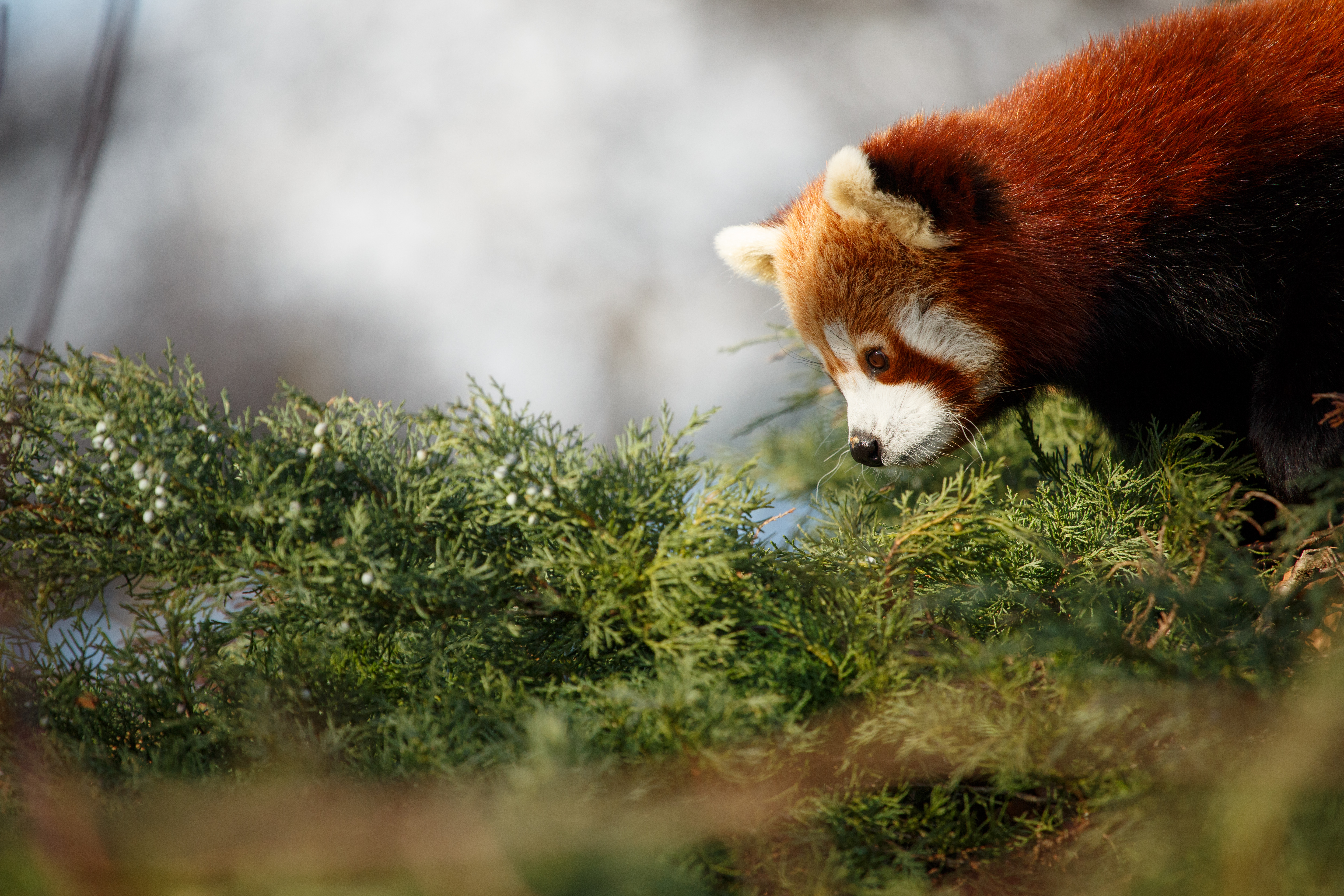
Junger Kleiner Panda